# Sarcoglanis
Sarcoglanis is een monotypisch geslacht van straalvinnige vissen uit de familie van de parasitaire meervallen (Trichomycteridae).

## Soort
- Sarcoglanis simplex Myers & Weitzman, 1966